# Iveta Frühauf
Iveta Frühauf-Karafiátová, geb. Karafiátová, (* 14. Mai 1988 in Bratislava, Tschechoslowakei) ist eine ehemalige slowakische Eishockeyspielerin und derzeitige -trainerin.

## Spielerkarriere
In ihrer Heimatstadt Bratislava spielte Iveta Karafiátová für den HC Slovan Bratislava. Mit der Frauenmannschaft nahm sie in der Saison 2006/07 an der Elite Women’s Hockey League (EWHL) teil und gewann dort ohne Niederlage die Meisterschaft. Nach der Saison wechselte sie nach Schweden zum Linköping HC. Für die Frauenmannschaft des Vereins war sie drei Spielzeiten lang in der Riksserien aktiv. Nach ihrer Zeit in Schweden kehrte sie zum HC Slovan Bratislava zurück und spielte für den Verein erneut in der EWHL. In der Saison 2010/11 war sie aber auch für den ZHK Poprad in der zweitklassigen 1. Liga des slowakischen Fraueneishockeys aktiv. Mit ihrer Mannschaft erreichte sie in den Playoffs das Finale, wo man auf HC Spišská Nová Ves traf. Im Best-of-Five-Modus verlor man glatt nach drei Spielen und musste sich mit der Vizemeisterschaft zufriedengeben.
Zur Saison 2012/13 wechselte Iveta Karafiátová nach Tschechien und schloss sich dort dem HC Plzeň 1929 an. Mit dessen Frauenmannschaft spielte sie in der zweitklassigen 1. Liga. Zwischen 2013 und 2015 pausierte sie aufgrund ihrer ersten Schwangerschaft. Zur Saison 2015/16 kehrte sie auf das Eis zurück und spielte für den HC Pardubice in der tschechischen 1. Liga. Nachdem sie in der folgenden Saison für den HC Roudnice nad Labem aufgelaufen war, kehrte sie in der Saison 2017/18 in die Slowakei zurück, um ein Spiel für den ŠKP Bratislava in der EWHL zu absolvieren. Danach beendete sie ihre Karriere als Eishockeyspielerin.

### International
Im Alter von 20 Jahren absolvierte Iveta Karafiátová ihre erste Weltmeisterschaft für die Slowakei. Im italienischen Lecco nahm sie mit der Nationalmannschaft an der Division II der Weltmeisterschaft 2003 teil und absolvierte alle fünf Spiele ihrer Mannschaft. In der Folge nahm sie für die Slowakei an weiteren Weltmeisterschaften teil und wirkte dabei bei zwei Aufstiegen mit. So schaffte sie mit ihrer Mannschaft bei der Weltmeisterschaft 2007 den Aufstieg aus der Division II in die Division I, als sie beim Turnier in nordkoreanischen Hauptstadt Pjöngjang alle fünf Spiele gewannen. Nachdem sie bereits bei der Weltmeisterschaft 2008 als Zweiter der Division I den Aufstieg in die Top-Division knapp verpasst hatte, sicherte man sich im darauffolgenden Jahr beim Turnier im österreichischen Graz durch den Sieg gegen die punktgleiche deutsche Mannschaft den Aufstieg in die Top-Division.
Im Jahr 2008 nahm Iveta Karafiátová mit der slowakischen Nationalmannschaft an der Qualifikation zu den Olympischen Winterspielen 2010 teil. Zuerst trat sie mit ihrer Mannschaft in der ersten Phase in der Gruppe A an, die man klar durch vier Siege in vier Spielen gewann. Sie kam dabei auch am 6. September 2008 beim historischen 82:0-Sieg gegen Bulgarien zum Einsatz. Bei dem Spiel erzielte sie sechs Tore und bereitete fünf weitere vor. In der zweiten Phase trat sie mit der slowakischen Mannschaft in der Gruppe C an und dort konnte man sich überraschend gegen die stärker eingeschätzten Gegner aus Deutschland, Kasachstan und Frankreich durchsetzen. In der Folge wurde sie dann auch vom Slovenský olympijský výbor für die Winterspiele in Vancouver nominiert und agierte während des Eishockeyturniers, das die Mannschaft auf den achten und letzten Platz beendete, als Kapitänin.
Als Kapitänin fungierte Karafiátová auch beim Debüt der slowakischen Nationalmannschaft in der Top-Division der Weltmeisterschaft. Bei der Weltmeisterschaft 2011 belegte sie mit ihrer Mannschaft in der Gruppenphase den vierten und letzten Platz, wodurch die Slowakei in der Abstiegsrunde gegen Kasachstan antrat. Dort setzte sich das Team im Best-of-Three-Modus durch. Im zweiten Spiel, das im Penaltyschießen entschieden wurde, konnte Karafiátová das Tor zum 1:1 erzielen, das die slowakische Mannschaft in die Verlängerung brachte. Im folgenden Jahr konnte sie mit ihrer Mannschaft den Abstieg in die Division I in der Abstiegsrunde gegen Deutschland nicht verhindern.
Nach der Geburt ihres ersten Kindes kehrte sie unter ihrem Ehenamen Iveta Frühauf in die slowakische Nationalmannschaft zurück und nahm mit dieser an dem Qualifikationsturnier für die Olympischen Winterspiele 2018 teil. In der Gruppe F der zweiten Qualifikationsrunde schied die Auswahl bereits als Gruppendritte aus und verpasste eine erneute Teilnahme. Wenig später nahm sie ein letztes Mal für die Slowakei an einer Weltmeisterschaft teil. Bei der Weltmeisterschaft 2017 führte sie ihr Team in der Division IB als Kapitänin auf das Feld und feierte mit ihrer Mannschaft nach vier Siegen in fünf Spielen den direkten Wiederaufstieg in die Division IA.

## Trainerkarriere
Für die Weltmeisterschaft 2022 wurde Iveta Frühauf vom Slovenský zväz ľadového hokeja als Assistenztrainerin für die slowakische Frauen-Nationalmannschaft verpflichtet. Gemeinsam mit Nationaltrainer Tomáš Segíň führte sie die Mannschaft bei dem Turnier in der Division IA auf den dritten Platz. Ein Jahr später dürfte sie die Frauen-Nationalmannschaft bei der Winter World University Games 2023 als Cheftrainerin betreuen. Nachdem sie bereits als Spielerin in den Jahren 2009 und 2011 an Winter-Universiaden teilgenommen und 2011 sogar die Bronzemedaille gewonnen hatte, war es 2023 ihre dritte Teilnahme. Mit ihrer Mannschaft verpasste sie durch eine 1:3-Niederlage gegen Tschechien die Bronzemedaille.

## Erfolge und Auszeichnungen
- 2007 Elite-Women’s-Hockey-League-Gewinn mit dem HC Slovan Bratislava

### International
| - 2007 Aufstieg in die Division I bei der Weltmeisterschaft der Division II - 2008 Beste Plus/Minus-WErtung der Weltmeisterschaft der Division I - 2009 Aufstieg in die Top-Division bei der Weltmeisterschaft der Division I | - 2009 Beste Verteidigerin der Weltmeisterschaft der Division I - 2011 Bronzemedaille bei der Winter-Universiade - 2017 Aufstieg in die Division IA bei der Weltmeisterschaft der Division IB |

## Familie
Iveta Karafiátová heiratete den damaligen slowakischen Eishockeyspieler und derzeitigen -trainer Peter Frühauf und nahm in der Folge seinen Namen an. Gemeinsam haben die beiden zwei Söhne.